# Artaria

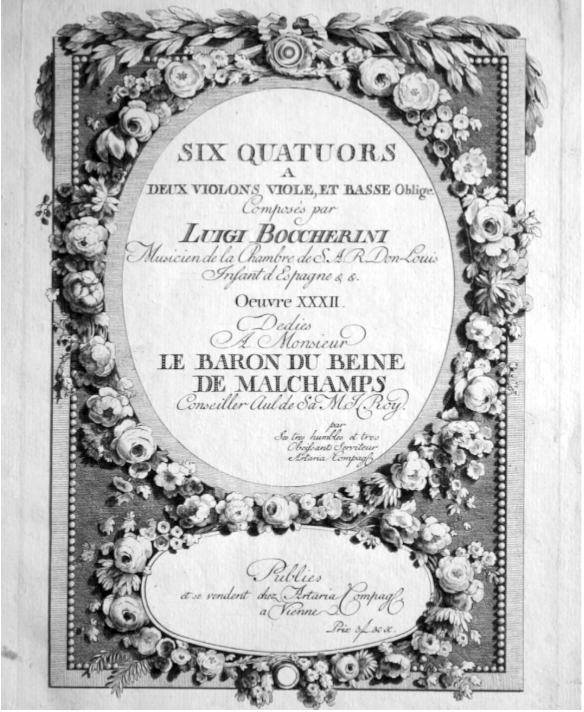
Frontispice de l'édition viennoise des « 6 quartettini » op. 26 de Luigi Boccherini (gravé par Artaria en 1781).

Artaria est l'une des plus importantes maisons d'édition de musique de la fin du XVIIIe et du XIXe siècle. Fondée à Vienne, elle est connue pour avoir publié nombre de partitions des principaux compositeurs de la période de la musique classique.

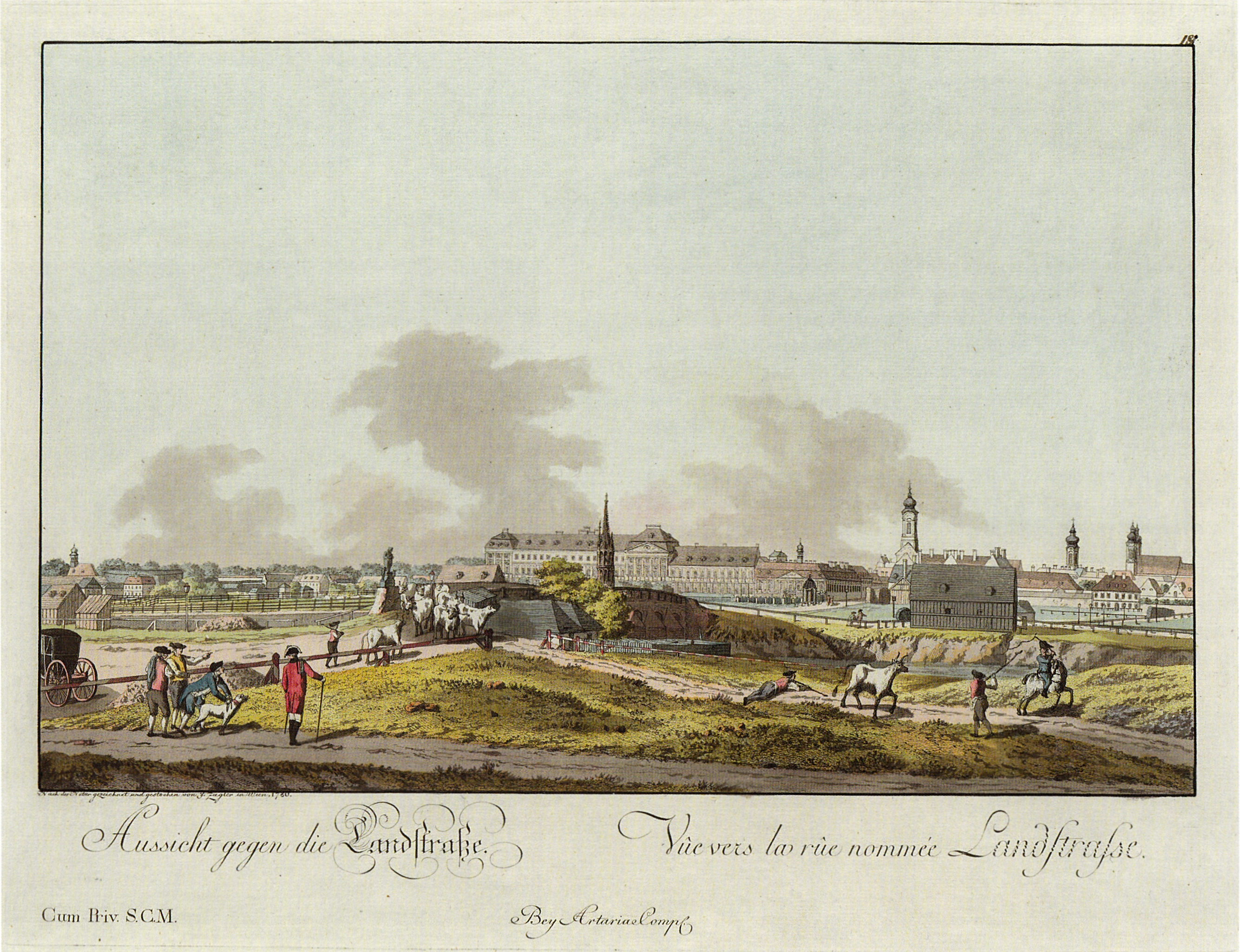
Vienne vue depuis la route, par Johann Ziegler (gravé en 1780 par Artaria).

La firme est créée par Carlo Artaria (Vienne 1747–1808), le premier à avoir l'idée de faire graver la musique, et son cousin Francesco Artaria (1744-1808) en 1765 à Vienne. D'abord spécialisée dans la production de cartes géographiques, elle ouvre sa branche musique au milieu des années 1770, grâce à la collaboration du compositeur Joseph Haydn, qui y publie plus de 300 œuvres. La réputation du musicien permet à Artaria de s'imposer dans l'édition musicale à la fin du XVIIIe siècle.
Artaria attire ainsi de nombreux compositeurs tels Luigi Boccherini, Wolfgang Amadeus Mozart ou Ludwig van Beethoven dès 1793. Toutefois, ce dernier, mécontent des droits qui lui étaient versés, rompt la relation avec l'éditeur en 1801. Il existe une importante correspondance entre ces divers compositeurs et la firme qui éclaire le problème des droits de publication à l'époque.
Artaria est reprise par le fils de Carlo, Domenico (1775–1842) en 1804. La firme continue à être un des principaux éditeurs de musique du XIXe siècle, mais dut cesser son activité en 1932.
Une nouvelle entreprise, Artaria Editions, créée en Nouvelle Zélande en 1995 par le musicologue Allan Badley et l'homme d'affaires Klaus Heymann (Naxos) est dévolue au répertoire viennois du XVIIIe siècle.